# Liste der Mitglieder des Landtages Mecklenburg-Vorpommern (8. Wahlperiode)
Diese Liste gibt einen Überblick über die Mitglieder des Landtags von Mecklenburg-Vorpommern in der 8. Wahlperiode (seit 2021). Die Landtagswahl fand am 26. September 2021 statt, die konstituierende Sitzung fand am 26. Oktober 2021 statt.

## Zusammensetzung
Nach der Landtagswahl 2021 setzte sich der Landtag wie folgt zusammen:
- Linke: 9
- SPD: 34
- Grüne: 5
- CDU: 13
- FDP: 3
- AfD: 13
- fraktionslos: 2

| Partei | Prozent | Sitzverteilung |
| ------ | ------- | -------------- |
| SPD    | 39,6    | 34             |
| AfD    | 16,7    | 14             |
| CDU    | 13,3    | 12             |
| Linke  | 09,9    | 09             |
| Grüne  | 06,3    | 05             |
| FDP    | 05,8    | 05             |
| Summe  | 91,6    | 79             |

Seit dem Austritt von Eva Maria Schneider-Gärtner aus der AfD-Fraktion am 25. April 2023 besteht die AfD-Fraktion nur noch aus 13 Abgeordneten; Schneider-Gärtner ist seither fraktionslos. Am 10. September 2024 wechselte Sabine Enseleit von der FDP- zur CDU-Fraktion, dadurch wuchs die CDU-Fraktion auf 13 Mitglieder, die FDP-Fraktion ging auf vier zurück. Am 27. April 2025 erklärte die stellvertretende Fraktionsvorsitzende der FDP, Sandy van Baal, ihren Austritt aus der Fraktion. Damit verlor die FDP ihren Fraktionsstatus im Landtag. Am 25. Juni 2025 beschloss der Landtag, den verbliebenen drei Abgeordneten der FDP den Status einer Gruppe zu gewähren.

## Sitzungspräsidium
- Präsidentin des Landtags:
 Birgit Hesse (SPD)
- 1. Vizepräsidentin:
 Beate Schlupp (CDU)
- 2. Vizepräsidentin:
 Elke-Annette Schmidt (LINKE)
- Schriftführer:
 Christian Brade (SPD)
 Philipp da Cunha (SPD)
 Tilo Gundlack (SPD)
 Nadine Julitz (SPD)
 Christine Klingohr (SPD)
 Mandy Pfeifer (SPD)
 Christiane Berg (CDU)
 Thomas Diener (CDU)
 Petra Federau (AfD)
 Jens-Holger Schneider (AfD)
 Paul-Joachim Timm (AfD)
 Henning Foerster (LINKE)
 Michael Noetzel (LINKE)
 Hannes Damm (Bündnis 90/Die Grünen)
 Sandy van Baal (FDP, fraktionslos)

## Fraktionsvorstände
| Fraktion                 | Vorsitzende                                                    | Stellvertretende Vorsitzende                                        | Parlamentarische Geschäftsführer                             |
| ------------------------ | -------------------------------------------------------------- | ------------------------------------------------------------------- | ------------------------------------------------------------ |
| SPD                      | Julian Barlen                                                  | Rainer Albrecht Falko Beitz Nadine Julitz Christine Klingohr        | Philipp da Cunha                                             |
| AfD                      | Nikolaus Kramer                                                | Thomas de Jesus Fernandes Enrico Schult                             | Thore Stein                                                  |
| CDU                      | Franz-Robert Liskow bis April 2024 Daniel Peters ab April 2024 | Ann Christin von Allwörden Marc Reinhardt Torsten Renz              | Sebastian Ehlers                                             |
| Die Linke                | Jeannine Rösler                                                |                                                                     | Torsten Koplin                                               |
| Grüne                    | Harald Terpe bis April 2024 Constanze Oehlrich ab April 2024   | Anne Shepley bis April 2024 Hannes Damm ab April 2024               | Constanze Oehlrich bis April 2024 Jutta Wegner ab April 2024 |
| FDP (bis 27. April 2025) | René Domke                                                     | Sabine Enseleit bis September 2024 Sandy van Baal ab September 2024 | David Wulff                                                  |

## Abgeordnete
| Bild                        | Name                        | geb. | Fraktion/Gruppe    | Wahlkreis bzw. Landesliste                                   | Wahlergebnis in Prozent | Anmerkungen                                                                                 |
| --------------------------- | --------------------------- | ---- | ------------------ | ------------------------------------------------------------ | ----------------------- | ------------------------------------------------------------------------------------------- |
| Christian Albrecht          | Christian Albrecht          | 1989 | Linke              | Landesliste, Platz 6                                         |                         |                                                                                             |
| Rainer Albrecht             | Rainer Albrecht             | 1958 | SPD                | 5 (Hansestadt Rostock II)                                    | 39,4                    |                                                                                             |
| Till Backhaus               | Till Backhaus               | 1959 | SPD                | 17 (Ludwigslust-Parchim I)                                   | 51,5                    | Minister für Klimaschutz, Landwirtschaft, ländliche Räume und Umwelt                        |
| Julian Barlen               | Julian Barlen               | 1980 | SPD                | 6 (Hansestadt Rostock III)                                   | 30,6                    | Fraktionsvorsitzender                                                                       |
| Barbara Becker-Hornickel    | Barbara Becker-Hornickel    | 1953 | Gruppe FDP         | Landesliste, Platz 4                                         |                         |                                                                                             |
| Falko Beitz                 | Falko Beitz                 | 1986 | SPD                | 30 (Vorpommern-Greifswald III)                               | 27,9                    |                                                                                             |
| Christiane Berg             | Christiane Berg             | 1957 | CDU                | Landesliste, Platz 12                                        |                         |                                                                                             |
| Christian Brade             | Christian Brade             | 1971 | SPD                | 31 (Ludwigslust-Parchim IV)                                  | 35,1                    |                                                                                             |
| Dirk Bruhn                  | Dirk Bruhn                  | 1972 | Linke              | Landesliste, Platz 12                                        |                         | Nachgerückt am 1. Februar 2023 für Eva-Maria Kröger                                         |
| Andreas Butzki              | Andreas Butzki              | 1960 | SPD                | 21 (Mecklenburgische Seenplatte IV)                          | 37,5                    |                                                                                             |
| Philipp da Cunha            | Philipp da Cunha            | 1987 | SPD                | 16 (Landkreis Rostock IV)                                    | 39,4                    |                                                                                             |
| Patrick Dahlemann           | Patrick Dahlemann           | 1988 | SPD                | 35 (Vorpommern-Greifswald IV)                                | 36,8                    | Chef der Staatskanzlei                                                                      |
| Hannes Damm                 | Hannes Damm                 | 1991 | Grüne              | Landesliste, Platz 4                                         |                         |                                                                                             |
| Thomas de Jesus Fernandes   | Thomas de Jesus Fernandes   | 1974 | AfD                | Landesliste, Platz 3                                         |                         |                                                                                             |
| Thomas Diener               | Thomas Diener               | 1963 | CDU                | Landesliste, Platz 13                                        |                         | Nachgerückt vor Beginn der Legislaturperiode für Michael Sack                               |
| René Domke                  | René Domke                  | 1972 | Gruppe FDP         | Landesliste, Platz 1                                         |                         | Fraktionsvorsitzender bis zur Auflösung der Fraktion                                        |
| Stefanie Drese              | Stefanie Drese              | 1976 | SPD                | 11 (Landkreis Rostock I)                                     | 38,5                    | Minister für Soziales, Gesundheit und Sport                                                 |
| Sebastian Ehlers            | Sebastian Ehlers            | 1982 | CDU                | Landesliste, Platz 10                                        |                         |                                                                                             |
| Sabine Enseleit             | Sabine Enseleit             | 1970 | CDU                | Landesliste FDP, Platz 5                                     |                         | wechselte am 10. September 2024 von der FDP zur CDU                                         |
| Marcel Falk                 | Marcel Falk                 | 1977 | SPD                | 29 (Vorpommern-Greifswald II)                                | 28,2                    |                                                                                             |
| Petra Federau               | Petra Federau               | 1969 | AfD                | Landesliste, Platz 4                                         |                         |                                                                                             |
| Henning Foerster            | Henning Foerster            | 1975 | Linke              | Landesliste, Platz 4                                         |                         |                                                                                             |
| Horst Förster               | Horst Förster               | 1942 | AfD                | Landesliste, Platz 2                                         |                         |                                                                                             |
| Harry Glawe                 | Harry Glawe                 | 1953 | CDU                | 24 (Vorpommern-Rügen II - Stralsund III)                     | 33,1                    |                                                                                             |
| Tilo Gundlack               | Tilo Gundlack               | 1968 | SPD                | 10 (Wismar)                                                  | 43,4                    |                                                                                             |
| Beatrix Hegenkötter         | Beatrix Hegenkötter         | 1975 | SPD                | 26 (Stralsund II)                                            | 25,5                    |                                                                                             |
| Birgit Hesse                | Birgit Hesse                | 1975 | SPD                | 27 (Nordwestmecklenburg I)                                   | 38,3                    |                                                                                             |
| Katy Hoffmeister            | Katy Hoffmeister            | 1973 | CDU                | Landesliste, Platz 6                                         |                         |                                                                                             |
| Nadine Julitz               | Nadine Julitz               | 1990 | SPD                | 20 (Mecklenburgische Seenplatte III)                         | 35,5                    |                                                                                             |
| Dagmar Kaselitz             | Dagmar Kaselitz             | 1959 | SPD                | 22 (Mecklenburgische Seenplatte V)                           | 29,4                    |                                                                                             |
| Christine Klingohr          | Christine Klingohr          | 1967 | SPD                | 32 (Ludwigslust-Parchim V)                                   | 34,6                    |                                                                                             |
| Torsten Koplin              | Torsten Koplin              | 1962 | Linke              | Landesliste, Platz 2                                         |                         |                                                                                             |
| Nikolaus Kramer             | Nikolaus Kramer             | 1976 | AfD                | Landesliste, Platz 1                                         |                         | Fraktionsvorsitzender                                                                       |
| Thomas Krüger               | Thomas Krüger               | 1969 | SPD                | 14 (Mecklenburgische Seenplatte II)                          | 34,3                    |                                                                                             |
| Franz-Robert Liskow         | Franz-Robert Liskow         | 1987 | CDU                | Landesliste, Platz 7                                         |                         | Fraktionsvorsitzender (bis April 2024)                                                      |
| Bettina Martin              | Bettina Martin              | 1966 | SPD                | 36 (Vorpommern-Greifswald V)                                 | 30,6                    | Ministerin für Wissenschaft, Kultur, Bundes- und Europaangelegenheiten                      |
| Michael Meister             | Michael Meister             | 1974 | AfD                | Landesliste, Platz 11                                        |                         |                                                                                             |
|                             | Heiko Miraß                 | 1967 | SPD                | 33 (Vorpommern-Rügen IV)                                     | 27,4                    | Parlamentarischer Staatssekretär für den Landesteil Vorpommern und das östliche Mecklenburg |
| Ralf Mucha                  | Ralf Mucha                  | 1963 | SPD                | 4 (Hansestadt Rostock I)                                     | 37,4                    |                                                                                             |
| Michael Noetzel             | Michael Noetzel             | 1975 | Linke              | Landesliste, Platz 8                                         |                         |                                                                                             |
| Robert Northoff             | Robert Northoff             | 1952 | SPD                | 3 (Neubrandenburg II)                                        | 34,0                    |                                                                                             |
| Constanze Oehlrich          | Constanze Oehlrich          | 1975 | Grüne              | Landesliste, Platz 3                                         |                         | Fraktionsvorsitzende (ab April 2024)                                                        |
| Christian Pegel             | Christian Pegel             | 1974 | SPD                | 1 (Greifswald)                                               | 29,9                    | Minister für Inneres, Bau und Digitalisierung                                               |
| Daniel Peters               | Daniel Peters               | 1981 | CDU                | Landesliste, Platz 11                                        |                         | Fraktionsvorsitzender (ab April 2024)                                                       |
| Mandy Pfeifer               | Mandy Pfeifer               | 1977 | SPD                | 9 (Schwerin II)                                              | 38,6                    |                                                                                             |
| Steffi Pulz-Debler          | Steffi Pulz-Debler          | 1981 | Linke              | Landesliste, Platz 11                                        |                         | Nachgerückt am 4. Januar 2022 für Simone Oldenburg                                          |
| Sylva Rahm-Präger           | Sylva Rahm-Präger           | 1960 | SPD                | 34 (Vorpommern-Rügen V)                                      | 31,0                    |                                                                                             |
| Marc Reinhardt              | Marc Reinhardt              | 1978 | CDU                | Landesliste, Platz 8                                         |                         |                                                                                             |
| Torsten Renz                | Torsten Renz                | 1964 | CDU                | Landesliste, Platz 2                                         |                         |                                                                                             |
| Stephan Reuken              | Stephan Reuken              | 1985 | AfD                | Landesliste, Platz 14                                        |                         |                                                                                             |
| Jeannine Rösler             | Jeannine Rösler             | 1970 | Linke              | Landesliste, Platz 3                                         |                         | Fraktionsvorsitzende                                                                        |
| Nils Saemann                | Nils Saemann                | 1959 | SPD                | 15 (Landkreis Rostock III)                                   | 33,1                    |                                                                                             |
| Michel-Friedrich Schiefler  | Michel-Friedrich Schiefler  | 1995 | SPD                | 23 (Vorpommern-Rügen I)                                      | 30,4                    |                                                                                             |
| Beate Schlupp               | Beate Schlupp               | 1965 | CDU                | Landesliste, Platz 3                                         |                         |                                                                                             |
| Grit Schmelzer              | Grit Schmelzer              | 1972 | SPD                | Landesliste, Platz 31                                        |                         | Nachgerückt am 8. Januar 2025 für Bernd Lange                                               |
| Elke-Annette Schmidt        | Elke-Annette Schmidt        | 1957 | Linke              | Landesliste, Platz 9                                         |                         |                                                                                             |
| Martin Schmidt              | Martin Schmidt              | 1988 | AfD                | Landesliste, Platz 8                                         |                         |                                                                                             |
| Eva Maria Schneider-Gärtner | Eva Maria Schneider-Gärtner | 1964 | fraktionslos       | Landesliste AfD, Platz 9                                     |                         | Am 25. April 2023 aus AfD-Fraktion ausgetreten                                              |
| Jens-Holger Schneider       | Jens-Holger Schneider       | 1971 | AfD                | Landesliste, Platz 13                                        |                         |                                                                                             |
| Anna-Konstanze Schröder     | Anna-Konstanze Schröder     | 1980 | SPD                | Landesliste, Platz 25                                        |                         | Nachgerückt am 8. Dezember 2021 für Jochen Schulte                                          |
| Enrico Schult               | Enrico Schult               | 1979 | AfD                | 13 (Mecklenburgische Seenplatte I – Vorpommern-Greifswald I) | 27,4                    |                                                                                             |
| Jens Schulze-Wiehenbrauk    | Jens Schulze-Wiehenbrauk    | 1966 | AfD                | Landesliste, Platz 7                                         |                         |                                                                                             |
| Manuela Schwesig            | Manuela Schwesig            | 1974 | SPD                | 8 (Schwerin I)                                               | 46,4                    | Ministerpräsidentin                                                                         |
| Daniel Seiffert             | Daniel Seiffert             | 1983 | Linke              | Landesliste, Platz 10                                        |                         | Nachgerückt am 4. Januar 2022 für Jacqueline Bernhardt                                      |
| Anne Shepley                | Anne Shepley                | 1979 | Grüne              | Landesliste, Platz 1                                         |                         |                                                                                             |
| Dirk Stamer                 | Dirk Stamer                 | 1980 | SPD                | 12 (Landkreis Rostock II)                                    | 34,2                    |                                                                                             |
| Thore Stein                 | Thore Stein                 | 1988 | AfD                | Landesliste, Platz 5                                         |                         |                                                                                             |
| Jan-Phillip Tadsen          | Jan-Phillip Tadsen          | 1988 | AfD                | Landesliste, Platz 12                                        |                         |                                                                                             |
| Martina Tegtmeier           | Martina Tegtmeier           | 1958 | SPD                | 28 (Nordwestmecklenburg II)                                  | 34,7                    |                                                                                             |
| Harald Terpe                | Harald Terpe                | 1954 | Grüne              | Landesliste, Platz 2                                         |                         | Fraktionsvorsitzender (bis April 2024)                                                      |
| Paul-Joachim Timm           | Paul-Joachim Timm           | 1990 | AfD                | Landesliste, Platz 10                                        |                         |                                                                                             |
| Sandy van Baal              | Sandy van Baal              | 1977 | fraktionslos (FDP) | Landesliste, Platz 3                                         |                         | am 27. April 2025 aus FDP-Fraktion ausgetreten                                              |
| Ann Christin von Allwörden  | Ann Christin von Allwörden  | 1978 | CDU                | Landesliste, Platz 9                                         |                         |                                                                                             |
| Wolfgang Waldmüller         | Wolfgang Waldmüller         | 1962 | CDU                | Landesliste, Platz 4                                         |                         |                                                                                             |
| Jutta Wegner                | Jutta Wegner                | 1963 | Grüne              | Landesliste, Platz 5                                         |                         |                                                                                             |
| Christian Winter            | Christian Winter            | 1987 | SPD                | 19 (Ludwigslust-Parchim III)                                 | 33,3                    |                                                                                             |
| Monique Wölk                | Monique Wölk                | 1976 | SPD                | Landesliste, Platz 29                                        |                         | Nachgerückt am 10. Mai 2022 für Elisabeth Aßmann                                            |
| David Wulff                 | David Wulff                 | 1985 | Gruppe FDP         | Landesliste, Platz 2                                         |                         |                                                                                             |
| Thomas Würdisch             | Thomas Würdisch             | 1962 | SPD                | 25 (Vorpommern-Rügen III - Stralsund I)                      | 31,4                    |                                                                                             |

## Ausgeschiedene Abgeordnete
| Bild                 | Name                 | geb. | Fraktion | Enddatum   | Anmerkungen |
| -------------------- | -------------------- | ---- | -------- | ---------- | --- |
| Elisabeth Aßmann     | Elisabeth Aßmann     | 1990 | SPD      | 30.4.2022  | Gewählt im Wahlkreis 18 (Ludwigslust-Parchim II) Wurde Staatssekretärin im Landwirtschaftsministerium, Monique Wölk rückte nach.    |
| Jacqueline Bernhardt | Jacqueline Bernhardt | 1977 | Linke    | 31.12.2021 | Wurde Justizministerin, Daniel Seiffert rückte nach                                                                                 |
| Eva-Maria Kröger     | Eva-Maria Kröger     | 1982 | Linke    | 31.1.2023  | Wurde Oberbürgermeisterin von Rostock, Dirk Bruhn rückte nach                                                                       |
| Bernd Lange          | Bernd Lange          | 1960 | SPD      | 30.12.2024 | Gewählt im Wahlkreis 2 (Neubrandenburg I) Starb am 30. Dezember 2024, Grit Schmelzer rückte nach                                    |
| Simone Oldenburg     | Simone Oldenburg     | 1969 | Linke    | 31.12.2021 | Wurde Bildungsministerin, Steffi Pulz-Debler rückte nach                                                                            |
| Michael Sack         | Michael Sack         | 1973 | CDU      | 29.9.2021  | Nahm sein Mandat nicht an, Thomas Diener rückte nach.                                                                               |
| Jochen Schulte       | Jochen Schulte       | 1962 | SPD      | 30.11.2021 | Gewählt im Wahlkreis 7 (Hansestadt Rostock IV) Wurde Staatssekretär im Wirtschaftsministerium, Anna-Konstanze Schröder rückte nach. |